# Boreomysis inermis
Boreomysis inermis är en kräftdjursart som först beskrevs av Willemoes-Suhm 1874.  Boreomysis inermis ingår i släktet Boreomysis och familjen Mysidae. Inga underarter finns listade i Catalogue of Life.